# Йорданські палестинці
Йорданські палестинці — термін на позначення двох категорій осіб: палестинських біженців, які проживають в Йорданії, та громадян Йорданії палестинського походження, які не є біженцями.

## Походження
Більшість йорданських палестинців прибули до Йорданії як біженці у період з 1947 р. до 1967 р. (під час арабо-ізраїльської війни 1948—1949 рр. і анексії Йорданією Західного берегу річки Йордан 1950—1967 рр.) або є їхніми нащадками (включаючи законно усиновлених дітей). За даними БАПОР, Йорданія приймає найбільшу кількість палестинських біженців з усіх територій на Близькому Сході. Проте у 2023 р. король Абдалла II дав зрозуміти, що Йорданія не прийматиме біженців у результаті війни в Газі, приводом для якої став напад 7 жовтня на Ізраїль з боку ХАМАС — радикального ісламістського руху, визнаного ЄС, США та більшістю країн Заходу терористичною організацією:
«Це червона лінія. Жодних більше палестинських біженців — ні в Йорданії, ні в Єгипті. Цю проблему треба вирішувати всередині Сектора Гази та палестинських територій на Західному березі, не потрібно перекладати її на плечі інших держав»
МЗС Йорданії назвав заклик до евакуації з сектора Гази військовим злочином, а Прем'єр-міністр Йорданії заявив, що будь-яка спроба переселення палестинців з Сектора Газа або Західного берега річки Йордан буде розцінена як оголошення війни.

## Правовий статус
Переважна більшість йорданських палестинців, що прибули під час Накби, а також їхні нащадки отримали громадянство Йорданії і повні громадянські права, що зробило Йорданію єдиною арабською країною, яка повністю інтегрувала палестинських біженців. Жодна інша арабська держава не надала переселеним на її територію палестинським арабам громадянства та супутніх прав, і не доклала зусиль для їх абсорбції, незважаючи на їхнє важке гуманітарне становище в перші роки.
Винятком серед йорданських палестинців є біженці, які прибули до Йорданії з Сектора Гази, що до 1967 р. перебував під владою Єгипту. Ця категорія біженців має тимчасові паспорти Йорданії, що не дають повних громадянських прав (зокрема, права голосу або права на працю у державних установах).

## Населення
Точні дані щодо кількості палестинців у Йорданії відсутні. За оцінками Міжнародної групи з прав меншин, у 2024 р. в Йорданії проживає близько 2,2 млн палестинців. Такі саме дані наводила БАПОР станом на липень 2023 р.. Переважна більшість йорданських палестинців зосереджена в північній і центральній частині Йорданії, зокрема у провінціях Амман, Зарка та Ірбід.
Для палестинських біженців, що не мають права на підданство королівства, у Йорданії є десять офіційних таборів, чотири з яких були створені після війни 1948 р., шість — після 1968 р. У них проживають щонайменше 300 тис. осіб, за іншими даними 370 тис. осіб, або 18 відсотків від загальної кількості в країні. Найбільшим є табір для біженців Бакаа з понад 104 000 мешканців (дані 2016 р.), за ним слідує табір для біженців Аль-Вехдат із понад 51 500 мешканців (дані 2016 р.)
За результатами загального перепису населення та житлового фонду, що був проведений в Йорданії у 2015 р., частка йорданських палестинців становила 35-39 % від загальної кількості населення. Проте палестинські дослідники оцінюють частку йорданських палестинців у 60-63 % , а християнський сайт «Єгова» — у 53 %.
Заниження офіційних показників може бути спричинене бажанням королівського дому показати, що у країні існує йорданська більшість, якій не загрожує ідея «альтернативної батьківщини» з боку палестинських біженців.

## Соціально-економічні умови йорданських палестинців
За даними БАПОР станом на 1 грудня 2016 р., для йорданських палестинців функціонує:
- Десять офіційних таборів
- 171 школа, в якій навчається 121368 учнів
- Один факультет науки та педагогічного мистецтва
- Два професійно-технічних навчальних заклади
- 25 центрів первинної медико-санітарної допомоги
- Десять громадських реабілітаційних центрів
- 14 центрів жіночих програм[1].

## Табори біженців в Йорданії
В Йорданії діє 10 офіційних і 3 неофіційні табори палестинських біженців: Новий табір Аммана, Табір Бакаа, Табір Хусн, Ірбідський табір, Табір Джабаль ель-Хусейн, Табір Джераш, Табір Марка, Табір Суф, Табір Талбіє, Табір Зарка. Табір амман вдомий своєю футбольною командою «Аль-Вахдат», що завойовує симпатії палестинців у Йорданії.